# 奈良由美子
奈良 由美子（なら ゆみこ、1965年-）は、日本の家政学者。放送大学「生活と福祉」コース教授、放送大学大学院文化科学研究科「生活健康科学プログラム」教授。専攻は生活経営学、リスクマネジメント学 。

## 来歴
大阪府出身。奈良女子大学家政学部卒業後、住友銀行勤務を経て、奈良女子大学大学院人間文化研究科生活環境学専攻博士課程修了（博士（学術））。大阪教育大学教育学部専任講師・助教授、2003年放送大学教養学部准教授、2010年から放送大学教授。
2023年内閣新型インフルエンザ等対策推進会議委員など。2025年国立健康危機管理研究機構外部理事。

## 主な著作・編著・共著
- 『災害復興学事典』日本災害復興学会編　(担当:分担執筆, 範囲:「レジリエンス概念の系譜」)朝倉書店 2023年9月
- 『科学技術のリスクコミュニケーションー新たな課題と展開ー』 科学技術に関する調査プロジェクト報告書 (担当:分担執筆, 範囲:第12章 新型コロナウイルス感染症の経験が示す新たな課題) 国立国会図書館 2023年3月
- 『リスクコミュニケーションの探究』 奈良由美子編著 放送大学教育振興会 2023年3月
- 『持続可能な社会と生活』（関正雄編著）(担当:分担執筆, 範囲:第11章 「生活を軸としたコミュニティ形成と持続可能性」（pp.190-206）) 放送大学教育振興会 2023年3月
- 『大学生が狙われる50の危険ー学生と親のための安全・安心マニュアル』 三菱総合研究所, 全国大学生活協同組合連合会, 日本コープ共済生活協同組合連合会、共編著、青春出版社 2023年2月
- 『熊本地震の真実―語られない「8つの誤解」』鈴木康弘, 竹内裕希子 共著 明石書店 2022年8月
- 『改訂版 日本語アカデミックライティング』滝浦真人編著 (担当:分担執筆, 範囲:「第3章 生活研究とライティング」（pp. 41-56）)放送大学教育振興会 2022年3月
- 『レジリエンス人類史』稲村哲也、山極壽一、清水展、阿部健一編著 (担当:分担執筆, 範囲:「災害レジリエンス」（pp. 11-14）、「COV I D-19災害を乗り越える－リスクコミュニケーションによる共考と共生」（pp. 389-403）)京都大学学術出版会 2022年3月
- 『自然災害科学・防災の百科事典』日本自然災害学会編 (担当:分担執筆, 範囲:15章 国連仙台防災枠組 ４つの優先行動（pp.678-679）) 丸善出版 2022年1月
- 『復元力と幸福経営を生むリスクマネジメント』上田和勇編著 (担当:分担執筆, 範囲:「第2章 ヒトのレジリエンスの現代的意義－共感とリスクコミュニケーションの観点から」（pp. 53-63）) 同文舘出版 2021年12月
- 『レジリエンスの心理学――社会をよりよく生きるために』小塩真司・平野真理・上野雄己編著 (担当:分担執筆, 範囲:レジリエンスと社会（第13章）（pp.128-137）) 金子書房 2021年9月
- 『Resilience and Human History: Multidisciplinary Approaches and Challenges for a Sustainable Future』Yumiko NARA & Tetsuya INAMURA Springer 2020年8月
- 『コミュニティがつなぐ安全・安心』林春男 共編著 (担当:分担執筆, 範囲:「レジリエンスの登場」「個人のレジリエンスを高める」「国難に立ち向かう」) 放送大学教育振興会 2020年3月
- 『大学生が狙われる５０の危険』 三菱総合研究所, 全国大学生活協同組合連合会, 全国大学生協共済生活協同組合連合会 共編著 青春出版 2020年2月
- 『リスク学事典』（担当:分担執筆, 範囲:第10章 共生社会のリスクガバナンス「消費生活のリスク」）、日本リスク研究学会編、丸善出版 2019年6月
- 『レジリエンスの諸相－人類史的視点からの挑戦』稲村哲也 共編著 放送大学教育振興会 2018年3月
- 『リスクコミュニケーションの現在－ポスト3.11のガバナンス』平川秀幸 共編著 放送大学教育振興会 2018年3月
- 『リスクマネジメントの本質』（担当:分担執筆, 範囲:「家庭危機管理」）同文舘出版、亀井利明・上田和勇編  2017年4月
- 『最新情報版 大学生が狙われる50の危険』（担当:分担執筆, 範囲:「自分でリスクを管理するための基本」）青春出版社、三菱総合研究所・全国大学生活協同組合連合会・全国大学生協共済生活協同組合連合会 （2017年1月） 2017年
- 『改訂版 生活リスクマネジメント−安全・安心を実現する主体として』放送大学教育振興会（2017年3月） 2017年
- 『生活ガバナンス研究』 宮本みち子 共編著 放送大学教育振興会 2015年
- 『安全・安心と地域マネジメント−東日本大震災の教訓と課題』堀井秀之 共編著 放送大学教育振興会 2014年3月
- 『子どもの安全とリスク・コミュニケーション』(担当:分担執筆, 範囲:「第4章:子どもを持つ生活者とリスクマネジメント」) 関西大学経済・政治研究所研究双書(第159冊)、関西大学出版部（2014年） 2014年
- 『チャレンジ現代社会と福祉』(「第13章:福祉政策と関連政策-生活リスクマネジメントの観点から-」) 河田正興共著 法律文化社、久塚純一・森田慎二郎・金川めぐみ編 2012年5月
- 『生活リスクマネジメント』放送大学教育振興会（2011年3月） 2011年
- 『Social Anxiety: Symptoms, Causes, and Techniques』, Chapter 8: Why is the Anxiety Level of Japanese People High? A Cross-cultural Study on Anxiety and System Trust among Japan, China, and the United States Yumiko NARA Nova Science Publishers, Theresa M. Robinson eds. 2010年
- 『生活知と科学知』伊勢田哲治 共編著 放送大学教育振興会 2009年3月
- 『新リスク学ハンドブック―現代産業技術のリスクアセスメントと安全・安心の確保』(担当:分担執筆, 範囲:「生活者からみたリスク」) 吉田純・杉万俊夫編 2009年6月
- 『消費者と証券投資』(担当:分担執筆, 範囲:「生活に潜むリスクに向かい合う」)放送大学教育振興会 林敏彦・坂井素思・佐賀卓雄編著 2007年3月
- 『生活とリスク』放送大学教育振興会（2007年3月） 2007年
- 『人口減少社会の生活像』 (担当章「人口減少と生活リスク」、「生活課題とリスクへの対処」、「人口減少と地域の変容」、「地域の価値と生活の質」) 放送大学教育振興会 宮本みち子編著 2006年3月
- 『生活の動態と経営』石川実 共編著　放送大学教育振興会 2005年3月
- 『基本リスクマネジメント用語辞典』 (担当:分担執筆, 範囲:「ファミリー・リスクマネジメント」、「ファミリーリスクマネジメントと家庭危機管理の関係」) 同文舘出版 日本リスクマネジメント学会編 2004年12月
- 『家政学事典 新版』 (担当:分担執筆, 範囲:「生活設計」、「リスクマネジメント」) 朝倉書店 日本家政学会編 2004年7月
- 『Community in the Digital Age: Philosophy and Practice』 (「Ethics on the Internet: A Comparative Study of Japan, the United States, and Singapore」) Yumiko NARA, Tetsuji ISEDA Rowman & Littefield, Andrew Feenberg & Darin Barney eds. 2004年6月
- 『チャンス発見の情報技術』 (担当:分担執筆, 範囲:「社会調査における応用」) 大澤幸生 共編著 東京電機大学出版 大澤幸生監修・著 2003年9月
- 『Chance Discovery: Foundations and Applications』 (「Application to Questionnaire Analysis」) Yumiko NARA, Yukio OHSAWA Springer Verlag Yukio Ohsawa & Peter McBurney eds. 2003年9月
- 『情報倫理の構築』 (担当:分担執筆, 範囲:ライブラリ 電子社会システム) (「インターネット上の倫理行動の構造-性格特性との相関を中心に-」) 新世社 水谷雅彦、越智貢、土屋俊編著 2003年5月
- 『Chance Discovery: The Discovery and Management of Chance Events』 (Papers from the AAAI Fall Symposium) (「Modeling the Process of Chance Discovery by Chance Discovery on Double Helix」) Yumiko NARA, Yukio OHSAWA AAAI Press Yukio Ohsawa, Peter McBurney & Simon Parsons eds. 2003年4月
- 『生活の経営と福祉-生命系文明と生活主体-』(担当:分担執筆, 範囲:「生活リスク管理と生活経営」) 朝倉書店 長嶋俊介編著 2003年4月
- 『情報生活のリテラシー』 (担当:分担執筆, 範囲:「生活リスク情報の受発信」、「インターネットと情報倫理」) 野田隆 編著 朝倉書店 2002年4月
- 『Exploring New Frontiers on Artificial Intelligence 』(「Action Proposal as Discovery of Context: An Application to Family Risk Management, Chance Discovery」) Yumiko NARA, Yukio OHSAWA Springer Verlag Terano,T., Ohsawa,Y., Nishida,T., Tsumoto,S. & Washio,T. eds. 2001年11月
- 『生活と環境の人間学 -生活・環境知を考える-』 (担当:分担執筆, 範囲:「生活リスクを考える」) 昭和堂 長嶋俊介編著 2000年11月
- 『Life System, Life in Japan: Reflection on Fifty Years of Change and Future Prospects 』(「Towards the Establishment of a Disaster- Proof Life System」) Yumiko NARA, Minoru ISHIKAWA Kenpakusya The Japan Society of Home Economics ed. 2000年2月
- 『日本人の生活-50年の軌跡と21世紀への展望』(担当:分担執筆, 範囲:「災害に強い生活の確立に向けて」) 石川実 共編著 建帛社・日本家政学会編 1998年5月
- 『21世紀の生活経済と生活保障-真の生活大国を目指して-』(担当:分担執筆, 範囲:「自家用車の経済と生活保障-環境と調和した生活大国とリスクマネジメントの視点から-」) 建帛社・日本家政学会家庭経済学部会編 1997年8月

## 主な受賞歴
- 日本リスクマネジメント（RM）学会賞（2011年）[6]